# معركة فوزنيسينسك
معركة فوزنيسينسك هي اشتباك عسكري وقع كجزء من هجوم جنوب أوكرانيا خلال الغزو الروسي لأوكرانيا في أوائل مارس 2022.
وُصفت مدينة فوزنيسينسك الواقعة إلى الشمال الغربي من ميكولايف بأنها منطقة رئيسية حول نهر بوغ للدفاع عن محطة الطاقة النووية المجاورة. 

## الهجوم الأول
خلال عمليات الدفع المتزامنة إلى إنرهودار ولاحقًا ميكولايف، تقدمت عناصر من اللواء البحري الروسي 126 باتجاه بلدة فوزنيسينسك. استعدادًا للاشتباك، نظم رئيس بلدية المدينة، يفيني فليتشكو، العديد من حواجز الطرق بمساعدة رجال الأعمال المحليين في محاولة لمنع دخول القوات الروسية. ثم شرع الأوكرانيون في تفجير جسر في محاولة للحد من القدرة التشغيلية للرتل المدرع الروسي. 
بدأ الهجوم بضربات صاروخية وقذائف دمرت عدة مبان باتجاه وسط البلدة. يُزعم أن القوة الروسية يبلغ عددها حوالي 400 رجل، مع ما يقدر بـ 50 مركبة كجزء من الرتل. استعان الروس ببعض السكان المحليين للمساعدة في توجيههم عبر البلدة، وأقاموا قاعدة في محطة وقود في ضواحي البلدة. مع حلول الليل، قام الروس بدفعات طفيفة، وفتحوا النار، وتراجعوا لتجنب النار. قصف الأوكرانيون مواقعهم وضربوا أهدافا روسية بشكل مباشر. مما أدى إلى انسحاب الروس تاركين بعض المعدات ورائهم. 

## الهجوم الثاني
شنت القوات الروسية هجومًا آخر على فوزنيسينسك في 9 مارس 2022.   حصنت القوات الأوكرانية في البداية نواقعها بالقرب من الجسر المدمر.  استمر القتال في اليوم التالي  وتمكن الجيش الروسي في النهاية من السيطرة على المدينة  في وقت متأخر من المساء.  ومع ذلك، استعادت القوات الأوكرانية السيطرة على فوزنيسينسك بعد ثلاثة أيام. 
واصلت القوات الأوكرانية المحلية تحصين المدينة بعد الهجوم الثاني، معتقدة أن القوات الروسية ستواصل هجماتها. 